# Wayne (New Jersey)
Wayne ist ein Township im Passaic County, New Jersey, USA. Das U.S. Census Bureau ermittelte bei der Volkszählung 2020 eine Einwohnerzahl von 54.838.

## Geographie
Nach dem United States Census Bureau hat die Stadt eine Gesamtfläche von 65,2 km², wovon 61,7 km² Land und 3,5 km² (5,44 %) Wasser ist.

## Demographie
Nach der Volkszählung von 2000 gibt es 54.069 Menschen, 18.755 Haushalte und 14.366 Familien in der Stadt. Die Bevölkerungsdichte beträgt 876,4 Einwohner pro km². 90,05 % der Bevölkerung sind Weiße, 1,66 % Afroamerikaner, 0,10 % amerikanische Ureinwohner, 5,67 % Asiaten, 0,02 % pazifische Insulaner, 1,17 % anderer Herkunft und 1,34 % Mischlinge. 5,09 % sind Latinos unterschiedlicher Abstammung.
Von den 18.755 Haushalten haben 34,4 % Kinder unter 18 Jahre. 66,4 % davon sind verheiratete, zusammenlebende Paare, 7,6 % sind alleinerziehende Mütter, 23,4 % sind keine Familien, 20,2 % bestehen aus Singlehaushalten und in 10,1 % Menschen sind älter als 65. Die Durchschnittshaushaltsgröße beträgt 2,74, die Durchschnittsfamiliengröße 3,19.
23,2 % der Bevölkerung sind unter 18 Jahre alt, 8,1 % zwischen 18 und 24, 27,6 % zwischen 25 und 44, 24,9 % zwischen 45 und 64, 16,2 % älter als 65. Das Durchschnittsalter beträgt 40 Jahre. Das Verhältnis Frauen zu Männer beträgt 100:90,6, für Menschen älter als 18 Jahre beträgt das Verhältnis 100:87,4.
Das jährliche Durchschnittseinkommen der Haushalte beträgt 83.651 USD, das Durchschnittseinkommen der Familien 95.114 USD. Männer haben ein Durchschnittseinkommen von 61.271 USD, Frauen 39.835 USD. Das Prokopfeinkommen der Stadt beträgt 35.349 USD. 2,8 % der Bevölkerung und 1,6 % der Familien leben unterhalb der Armutsgrenze, davon sind 2,1 % Kinder oder Jugendliche jünger als 18 Jahre und 4,8 % der Menschen sind älter als 65.

## Einwohnerentwicklung
| Jahr | Einwohner¹ |
| ---- | ---------- |
| 1980 | 46.474     |
| 1990 | 47.025     |
| 2000 | 54.069     |
| 2010 | 54.717     |
| 2020 | 54.838     |

¹ 1980–2020: Volkszählungsergebnisse

## Söhne und Töchter der Stadt
- Robert A. Roe (1924–2014), Politiker
- Morgan Geist (* 1972), House-Musiker und DJ
- Danny Bacher (1976–2024), Jazzmusiker und Komiker
- Pellegrino Matarazzo (* 1977), Fußballtrainer und -spieler
- Jazmine Fenlator-Victorian (* 1985), US-amerikanisch-jamaikanische Bobsportlerin
- Adam Najem (* 1995), US-amerikanisch-afghanischer Fußballspieler